# MolyMod

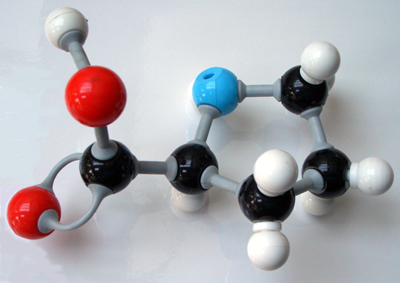
一個塑膠製的脯胺酸球棒模型

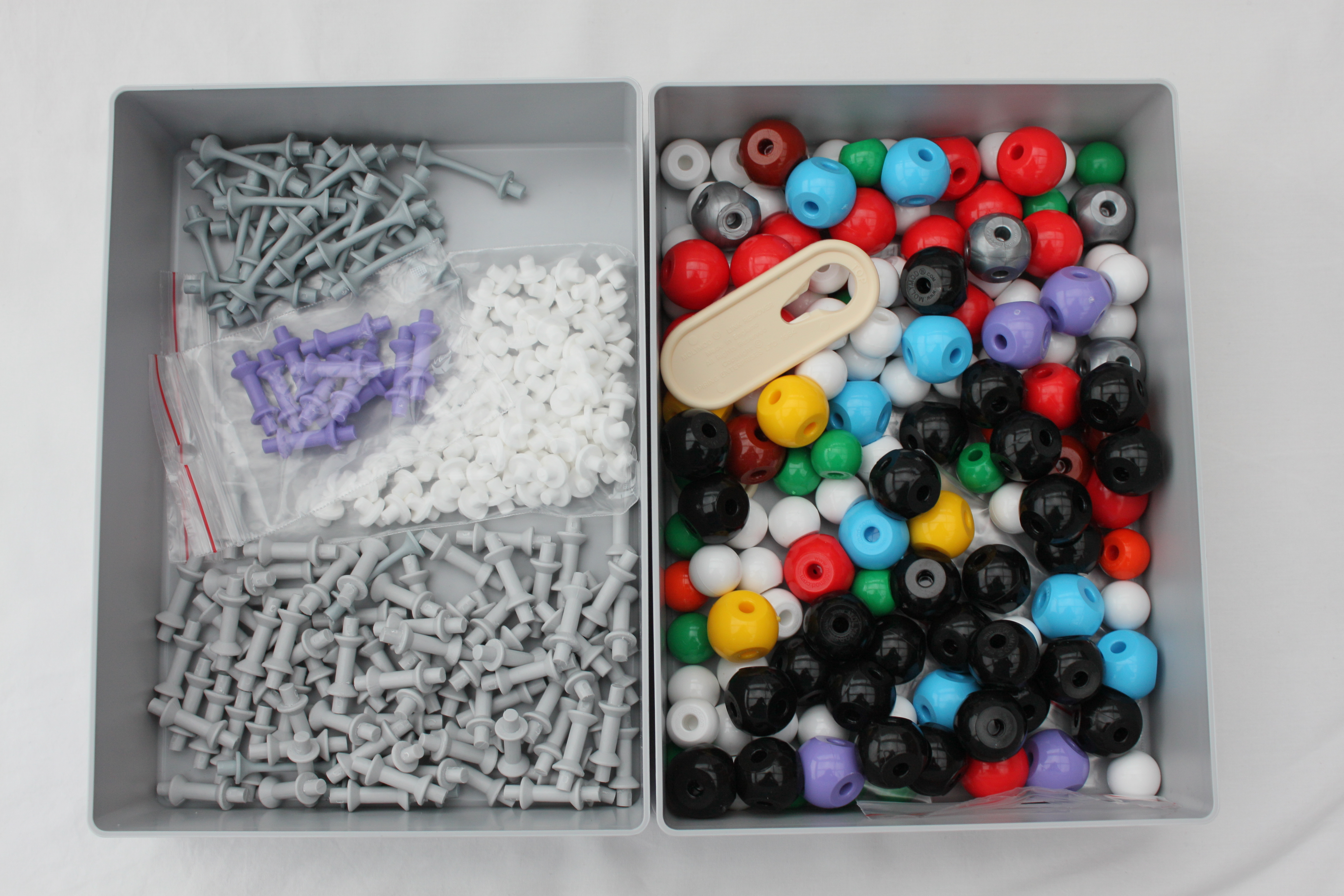
該模型提供的原子

MolyMod是一套分子模型製作工具，以製作球棒模型為主，可以簡單的製作出各種分子的實體模型，且有一定的精確度，也可以輔助一些分子結構的計算。MolyMod主要是塑膠製品，主要是設計用來做教學用途，並且有申請專利。
這些模型可以製作無機，有機分子模型，原子軌域與分子軌域模型，金屬晶體與離子晶體模型，也有分不同用途的套件。
此種模型也可以製作空間填充模型。

## 例子
例如要製作一個乙烷分子模型，由於套件已經在正確角度處刻上卡榫的洞，因此只需取四價碳模型和一價氫模型用化學鍵模型連結起來即可，不須要額外計算其鍵角，缺點是，化學鍵只有一種長度，因此無法作出更接近實際情形的模型，特別的，對於水分子模型，其氧原子模型的角度有特別設計為約105度，因此可以製作出較接近實際狀況的三維水分子模型。

## 配色
MolyMod使用的是早期的CPK配色
- ：氫
- ：碳
- ：氮
- ：氧[3]

也有使用到Koltun專利的部分顏色:
- ：硫
- ：磷
- ：鹵素
- ：金屬[4]。

## 外部連結
- 官方網站 （页面存档备份，存于）